# Urban Bacher
Urban Wolfgang Bacher (* 1963 in Mengen) ist ein deutscher Kaufmann und Jurist. Er ist Professor für Allgemeine Betriebswirtschaftslehre und Bankmanagement an der Hochschule Pforzheim.

## Beruflicher Werdegang
Urban Bacher wuchs in den elterlichen Betrieben auf und absolvierte dort eine Ausbildung zum Einzelhandelskaufmann, die er als Kammersieger der IHK Bodensee/Oberschwaben abschloss. Er studierte von 1981 bis 1984 BWL/Absatzwirtschaft an der Fachhochschule für Wirtschaft in Pforzheim. Nach dem Grundwehrdienst absolvierte er ein Zweitstudium der Rechtswissenschaft und ein Aufbaustudium der Informationswissenschaft an der Universität Konstanz. 1990 wurde er über ein geldtheoretisches Thema zum Dr. jur. promoviert (Lehrstuhl Carsten Thomas Ebenroth).
1991 arbeitete Urban Bacher beim Genossenschaftsverband Bayern als Vorstandsassistent und persönlicher Referent des Präsidenten Willibald Folz. Zwei Jahre darauf wurde ihm die Leitung der Abteilung Marketing und Öffentlichkeitsarbeit sowie die Verantwortung über den Zentralen Werbefonds übertragen. Im April 1996 wechselte er zu einer mittelgroßen Kreditgenossenschaft, bei der er für den Marktbereich verantwortlich war, zuletzt als Vorstandsmitglied.

## Forschung und Lehre
Seit 1999 ist Urban Bacher Professor für Allgemeine Betriebswirtschaftslehre und Bankmanagement an der Hochschule Pforzheim. Seine Forschungsfelder und Veröffentlichungen betreffen Strukturfragen der Kreditwirtschaft, Rendite-Risiko-Profile von Wertpapieren und Fragen der Corporate Governance von Unternehmen.

## Mitglied in Verwaltungsorganen
Urban Bacher gründete 1992 die BICO Zweirad GmbH in Verl, eine Einkaufs- und Verbundgruppe für Fahrradfachhändler, in dessen Aufsichtsrat er lange mitwirkte. Seit 2007 ist er Aufsichtsratsmitglied in der SDK Versicherungsgruppe in Fellbach, seit 2016 dort Aufsichtsratsvorsitzender. Nebenamtlich ist Urban Bacher Geschäftsführer der Fiduka Depotverwaltung und Referent des Kostolany Börsenseminars.

## Ehrenamtliches Engagement
Seit seiner Kindheit ist Urban Bacher Mitglied der Bürgerwache Mengen. Von 2015 bis 2023 war er Vorsitzender des Freundeskreises der Bürgerwehren in Baden und Württemberg.

## Publikationen (Auswahl)
- Werttheoretische Überlegungen beim Erbfall. Rechtliche Beurteilung von Wertänderungen im Zeitverlauf erläutert anhand der Verrechnung von Vorempfängen und der Einheitsbewertung von Grundstücken (= Schriften zum internationalen Wirtschafts-, Finanz- und Steuerrecht. Band 4). Hartung-Gorre, Konstanz 1990, ISBN 3-89191-390-7 (Zugleich: Dissertation, Universität Konstanz, 1990).
- Bacher (2022): Bankmanagement, Praxiswissen der Bankbetriebslehre und des Fin-Tech-Marktes, 6. Aufl., Konstanz, ISBN 978-3-86628-748-8.
- Bacher (2019): Bilanzierung, Investition und Finanzierung, 10. Aufl., Herne, ISBN 978-3-482-67391-7.
- Bacher/Herrmann (2022): Geldanlage: Lege nicht alle Eier in einen Korb, 2. Aufl., Frankfurt 2022, ISBN 978-3-96251-129-6.
- Bacher/Herrmann (2022): Geldanlage: Alles eine Frage der Zeit, Frankfurt 2022, ISBN 978-3-96251-141-8.
- Beck/Bacher/Herrmann (2022): Inflation, 2. Aufl., Frankfurt, ISBN 978-3-95601-204-4.
- Bacher (2019): Deutsche Marschmusik, 2. Aufl., Konstanz, ISBN 978-3-86628-662-7.